# Fazenda União
A Fazenda União é uma antiga fazenda de produção de café, da época do ciclo do café na região do Vale do Paraíba Fluminense, construída no século XIX. Está localizada no município Rio das Flores, no estado do Rio de Janeiro. A fazenda é uma propriedade privada para fins comerciais.

## História
A Fazenda União originou-se da época das doações de sesmarias, no início do século XIX. A sesmaria pertencente ao capitão Bernardo Vieira, após seu falecimento em 1838, precisou ser dividida aos seus sete herdeiros.
Em 1853, o senhor Antônio Pereira da Fonseca Junior comprou dois sétimos das terras partilhadas e a batizou de Fazenda Saudades do Rio.
Em 1859, a Fazenda Saudades do Rio foi vendida para o barão e Visconde do Rio Preto, Domingos Custódio Guimarães. O Barão a rebatizou de Fazenda União.
Entre 1867 e 1922, a fazenda passou por vários herdeiros e proprietários, até chegar a José Rodrigues de Oliveira, que mudou a função da fazenda, que era produtora de café, para criação de gado.
Em 1992, a fazenda foi comprada pelo atual proprietário, que reformou a fazenda e a utiliza para fins comerciais na área do turismo cultural.